# NUbuntu
nUbuntu (Network Ubuntu) — проект по изменению существующего дистрибутива Ubuntu и переработки его как LiveCD и полная установка с утилитами, необходимыми для сервисов тестирования проникновений (англ. penetration testing) и сетей. Основная идея — сохранить Ubuntu простым в использовании и объединить его с популярными утилитами для определения взлома. Используемый для тестирования сетей и серверов, nUbuntu может стать основной рабочей системой для опытных пользователей.

## Содержание
nUbuntu использует лёгкий оконный менеджер Fluxbox в основном для того, чтобы сделать работу nUbuntu быстрее, чем в самом Ubuntu, тем не менее сохранив функциональность и простоту. Он включает некоторые из самых используемых программ обеспечения безопасности для Linux, такие как Ethereal, nmap, dSniff и Ettercap.

## Релизы
Ниже находится список предыдущих и текущих релизов.
| Версия   | Дата релиза    | Название релиза |
| -------- | -------------- | --------------- |
| Stable 1 | 16 января 2006 | nUbuntu Live    |
| Stable   | 26 июня 2006   | 6.06            |
| Stable   | 21 ноября 2006 | 6.10            |

## История
- 18.12.2005 — Рождение проекта nUbuntu, релиз для разработчиков Testing 1.
- 16.01.2006 — Релиз для разработчиков Stable 1.
- 26.06.2006 — Релиз для разработчиков версии 6.06.
- 16.10.2006 — Обозрение nUbuntu в Hacker Japan, японском хакерском журнале.[1]
- Положение дистрибутива на 2010 год неясно, на сайте написана следующая малообнадеживающая надпись:
«This bulletin board is currently closed. The Administrator has specified the reason as to why below.
These forums are currently closed. Thanks, almonteb»